# Baie-des-Chaloupes
Baie-des-Chaloupes est un territoire non organisé situé dans la municipalité régionale de comté d'Antoine-Labelle, dans la région administrative des Laurentides, au Québec.

## Toponymie
Le toponyme « Baie-des-Chaloupes » a été officialisé le 13 mars 1986 à la Banque des noms de lieux de la Commission de toponymie du Québec.

## Histoire
Ce territoire non organisé a été constitué le premier janvier 1981 par le Gouvernement du Québec.

## Géographie
Ce territoire non organisé en municipalité couvre une superficie de 900 km2.
La rivière rouge traverse le nord-ouest de la municipalité vers le sud-ouest.
La Rivière du Diable traverse le sud-est vers le sud-ouest.
À partir du lac Flament, dans le sud-ouest de la municipalité, la rivière Cachée coule vers le sud-ouest.
À partir du lac Cinq Doigts, dans le centre de la municipalité, la rivière Macaza coule vers le sud-ouest.

## Démographie
| 2001 | 2006 | 2011 | 2016 | 2021 |
| ---- | ---- | ---- | ---- | ---- |
| 0    | 0    | 0    | 0    | 0    |